# 카산드라 크로싱
카산드라 크로싱(The Cassandra Crossing)은 이탈리아, 영국, 서독에서 제작된 조지 P. 코스마토스 감독의 1977년 드라마, 스릴러, 액션 영화이다. 소피아 로렌 등이 주연으로 출연하였고 카를로 폰티 등이 제작에 참여하였다.

## 출연

### 주연
- 소피아 로렌 - 제니퍼 리스폴리 역
- 리처드 해리스 - 조너선 체임벌린 박사 역
- 마틴 쉰 - 로비 나바로 역
- O.J. 심슨 - 인터폴 요원 헤일리 역
- 라이어널 스탠더 - 차장 맥스 역
- 앤 터컬 - 수전 역
- 잉리드 툴린 - 엘레나 스트라드너 역
- 리 스트래스버그 - 허먼 캐플런 역
- 에바 가드너 - 니콜 드레슬러 역
- 버트 랭커스터 - 스티븐 매켄지 대령 역

### 조연
- 루 카스텔 - 에클룬드 역
- 레이 러블록 - 톰 역
- 알리다 발리 - 유모 역

## 제작진
- 미술: 아우렐리오 크루뇰라
- 의상: 아드리아나 베르젤리

## 한국판 성우진(SBS, 1997년 6월 6일)
- 이경자 - 제니퍼 (소피아 로렌)
- 김용식 - 챔벌린 (리처드 해리스)
- 유강진 - 매켄지 (버트 랭커스터)
- 이선영 - 니콜 (에바 가드너)
- 장광 - 나바로 (마틴 쉰)
- 유동현 - 헤일리 (O.J. 심슨)
- 정희선 - 스트랜더 박사 (잉그리드 서린)
- 최흘 - 맥스 (리오넬 스탠더)
- 정기항 - 카플란 (리 스트라스버그)
- 이봉준 - 스택 소령 (존 필립 로우)
- 최수민 - 수잔 (앤 터켈)
- 한호웅 - 톰 (레이 러브락)
- 정옥주 - 루커스 부인
- 정미연 - 카테리나 (파우스타 아벨리)
- 박상훈 - 조종사
- 성완경 - 스콧
- 오혜숙 - 수녀